# Championnat de France de Scrabble duplicate Vermeil
Le Championnat de France de Scrabble duplicate Vermeil, réservé aux joueurs âgés de plus de 62 ans (à l'origine, 60 ans), a vu le jour en 1992. Après une ou deux phases régionales, les joueurs qualifiés disputent une finale nationale. 
La finale a eu lieu lors du Festival de Cannes en 1992, 1993 et 1995. En 1994 et depuis 1996, elle a lieu dans le cadre du Festival de Vichy.
En 2001, une catégorie super-vermeil, renommée vermeil plus en 2002, puis Diamant à partir de 2003 est créée pour les joueurs âgés de 70 ans et plus.
En 2011 et 2012, les catégories Vermeil et Diamant ont été figées, de sorte que l'âge pour entrer dans ces catégories est passé respectivement à 62 et à 72 ans. 
La phase qualificative consiste en deux parties jouées en simultané dans des centres régionaux. Les joueurs de 1re et 2e série sont qualifiés d'office pour la finale à partir de 1997. Cette mesure a été étendue aux joueurs de 3e série en 1999. À partir de 2003, devant le succès de l'épreuve, une deuxième phase qualificative (pour les joueurs non déjà qualifiés par la première phase) est organisée. Depuis 2011, cette deuxième phase qualificative est ouverte à tous les joueurs et est renommée Simultané National Vermeil-Diamant.
Originellement disputé en trois manches en trois minutes par coup, le championnat passe à quatre manches en 2002 puis à cinq manches en 2007.
Le Championnat de France Vermeil attribue également des titres par série (catégories Vermeil et Diamant confondues), de la 2e à la 7e série.
Les 3 meilleurs Vermeil et Diamant non déjà qualifiés, c'est-à-dire ne faisant pas partie des 12 premiers de chacune de ces catégories au classement national au jour de la finale) seront intégrés en équipe de France pour les Championnats du Monde de Scrabble (duplicate individuel).
En 2011, les joueurs en catégorie Vermeil et Diamant représentent plus des deux tiers du nombre des licenciés de la Fédération française de Scrabble.

## Champions de FranceVermeil
Pour chaque année, sont indiqués le podium (toujours constitué de joueurs de catégorie Vermeil, la meilleure performance d'un Diamant fut celle de Jean Denouel, 4e en 2006), le nombre de joueurs ayant participé à la finale, le nombre de joueurs ayant participé aux phases qualificatives et le nom du vainqueur de ces qualifications.
| Année | Date              | Podium                                                      | Nb Finale | Nb Qualifs                                            |
| ----- | ----------------- | ----------------------------------------------------------- | --------- | ----------------------------------------------------- |
| 1992  | 16 février        | 1. Kay Momal 2. Jean-Pierre Fort 3. Liliane Peyrin          | 148       | 1509 (Kay Momal)                                      |
| 1993  | 15 février        | 1. Kay Momal 2. Jean Fertier 3. Sonia Schultz               | 190       | 1639 (Maurice Tombette)                               |
| 1994  | 11 mai            | 1. Kay Momal 2. Marilys Teysserenc 3. Raymonde Barut        | 244       | 1932 (Marilys Teysserenc)                             |
| 1995  | 13 février        | 1. Kay Momal 2. Marguerite Bellot 3. Jean Denouel           | 249       | 2120 (Sonia Schultz)                                  |
| 1996  | 15 mai            | 1. Andrée Mengelle 2. Jean Denouel 3. Marguerite Bellot     | 258       | 2486 (Marie-Hélène Prost)                             |
| 1997  | 7 mai             | 1. Andrée Mengelle 2. Jean Denouel 3. Bernard Vervin        | 335       | 2758 (Thérèse Paulet)                                 |
| 1998  | 20-21 mai         | 1. Andrée Mengelle 2. Jean Denouel 3. Michèle Courchay      | 344       | 3012 (Bernard Vervin)                                 |
| 1999  | 10-11 mai         | 1. Jean Denouel 2. Jacques Delannoy 3. Jean Fertier         | 459       | 3169 (Antoinette Boudin)                              |
| 2000  | 31 mai - 1er juin | 1. Andrée Mengelle 2. Anick Tritto 3. Marguerite Bellot     | 477       | 3360 (Christiane Doncieux)                            |
| 2001  | 23-24 mai         | 1. Robert Blanchon 2. Jacques Delannoy 3. Philippe Diringer | 487       | 3439 (Marie Lacroix)                                  |
| 2002  | 7-9 mai           | 1. Bernard Grellet 2. Philippe Diringer 3. Jacques Delannoy | 731       | 3634 (Jacques Berthelot)                              |
| 2003  | 27-29 mai         | 1. Alain Viseux 2. Jean Denouel 3. Jacques Delannoy         | 843       | 3777 (Pierre-André Sigal) 2723 (Denise Coulon)        |
| 2004  | 18-20 mai         | 1. Alain Viseux 2. Philippe Diringer 3. Jacques Delannoy    | 840       | 3896 (Marie-Claude Gaussuin) 3096 (Annick Le Bris)    |
| 2005  | 3-5 mai           | 1. Alain Viseux 2. Bernard Grellet 3. Alain Baumann         | 953       | 4072 (Guy Debats) 3350 (Bernard Hampe)                |
| 2006  | 23-24 mai         | 1. Robert Springer 2. Philippe Diringer 3. Bernard Grellet  | 888       | 4184 (Denise Jutier) 3335 (Roger Allmang)             |
| 2007  | 15-16 mai         | 1. Alain Viseux 2. Bernard Grellet et Robert Springer       | 965       | 3963 (Hélène Starkman) 3444 (Chantal De Restrepo)     |
| 2008  | 28-29 avril       | 1. Philippe Diringer 2. Alain Baumann 3. Robert Springer    | 866       | 4273 (Annie Jonard) 3424 (Roger Andre)                |
| 2009  | 18-19 mai         | 1. Alain Viseux 2. Philippe Diringer 3. Jacques Delannoy    | 844       | 4124 (François Tougne) 3181 (Danièle Mienville)       |
| 2010  | 10-11 mai         | 1. Guy Delore 2. Robert Springer 3. Patrick Epingard        | 833       | 4238 (Michèle Bettinelli) 3612 (Jacques Papin)        |
| 2011  | 31 mai-1er juin   | 1. Guy Delore 2. Jean Biblocque 3. Nicole Epingard          | 897       | 4395 (François Lallemand) 4110 (Monique Chambournier) |
| 2012  | 15-16 mai         | 1. Guy Delore 2. Nicole Epingard 3. Jacques Papion          | 1032      | 4265 (Denis Fouquerolle) 3557 (Robert Springer)       |
| 2013  | 8-9 mai           | 1. Guy Delore 2. Nicole Epingard 3. Bernard Grellet         | 931       | 4100 (Régine Zimmermann) 3578 (Jean Biblocque)        |
| 2014  | 27-28 mai         | 1. Guy Delore 2. Robert Springer 3. Nicole Epingard         | 933       | 3952 (Joseph Scandella) 3599 (Jacqueline Reche)       |
| 2015  | 12-13 mai         | 1. Guy Delore 2. Robert Springer 3. Patrick Epingard        | 908       | 3924 (Patrice Caffin) 3603 (Bernard Monnet)           |
| 2016  | 3-4 mai           | 1. Guy Delore 2. Christian Egger 3. Christian Amet          | 964       | 4164 (Jeannine Grimal) 3470 (Jean-Claude Michel)      |
| 2017  | 23-24 mai         | 1. Guy Delore 2. Jean Biblocque 3. Robert Springer          | 924       | 4214 (Jacques Papion) 3542 (Jean Biblocque)           |

### Classement par titres
1. Guy Delore (8)
2. Alain Viseux (5)
3. Andrée Mengelle, Kay Momal (4)

4 autres joueurs à une victoire.

## Champions de FranceDiamant
Les titres en catégorie Diamant sont attribués selon le classement de la finale du Championnat de France Vermeil. Entre parenthèses, le rang du joueur lors de cette finale.
| Année | Podium                                                                        | Joueurs  |
| ----- | ----------------------------------------------------------------------------- | -------- |
| 2001  | 1. Fernand Houillot (5), 2. Andrée Mengelle (12), 3. Anne Meyer-Lebrun (13)   | env. 180 |
| 2002  | 1. Marie-Hélène Prost (9), 2. Jean Fertier (11), 3. Simone Belnand (13)       | 310      |
| 2003  | 1. Jean-Claude Cannavo (10), 2. Gilbert Duquenois (14), 3. Alain Hillard (15) | 398      |
| 2004  | 1. Jean Denouel (9), 2. Jacques Vurpillot (11), 3. Jean Fertier (13)          | 416      |
| 2005  | 1. Jean Denouel (7), 2. Jean Fertier (12), 3. Paul Labbe (13)                 | 449      |
| 2006  | 1. Jean Denouel (4), 2. Anne-Meyer Lebrun (11), 3. Alain Steunou (13)         | 410      |
| 2007  | 1. Jean Denouel (6), 2. Françoise Lumbroso (11), 3. Alain Hillard (13)        | 450      |
| 2008  | 1. Gilbert Duquenois (13), 2. Jean Denouel (14), 3. Jean Vielvoye (18)        | 390      |
| 2009  | 1. Gérard Fardoux (10), 2. Jean Denouel (12), 3. Jean-Claude Boussard (15)    | 367      |
| 2010  | 1. Jean Denouel (4), 2. Bernard Grellet (12), 3. Andrée Jans (16)             | 346      |
| 2011  | 1. Bernard Grellet (8), 2. Jean Denouel (10), 3. Jacques Delannoy (14)        | 361      |
| 2012  | 1. Jacques Delannoy (4), 2. Jean Denouel (5), 3. Jean Fertier (32)            | 387      |
| 2013  | 1. Bernard Grellet (3), 2. Jean Denouel (22), 3. Marité Ulliac (28)           | 341      |
| 2014  | 1. Jean Denouel (9), 2. Marité Ulliac (13), 3. Bernard Grellet (18)           | 303      |
| 2015  | 1. Bernard Grellet (5), 2. Philippe Diringer (6), 3. Andrée Jans (19)         | 295      |
| 2016  | 1. Bernard Grellet (4), 2. Philippe Diringer (6), 3. Isabelle Vilain (8)      | 325      |
| 2017  | 1. Bernard Grellet (9), 2. Gilbert Cerf (12), 3. Philippe Diringer (16)       | 298      |

### Classement par titres
1. Jean Denouel (6)
2. Bernard Grellet (5)

6 autres joueurs à une victoire.

## Trophée Diamant Vert
Créé en 2003, sous le nom trophée Andrée Mengelle en hommage à cette joueuse, disparue en 2002, qui gagna 4 fois le titre de Championne de France Vermeil. Il s'agissait d'un classement basé sur la somme des places des 5 meilleurs Vermeil et des 5 meilleurs Diamant de chaque comité régional, lors de la finale du Championnat de France Vermeil.
En 2006, il est renommé trophée Diamant vert et est désormais basé sur la somme des scores de 6 joueurs de chaque catégorie suivant une répartition par séries. En 2010, la somme des scores devient basée sur les scores de 7 Vermeil et 5 Diamant toujours selon des critères de série.
| Année | Podium |
| ----- | --- |
| 2003  | 1. Sud-Francilien (M. Butreau, P. Diringer, M. Dumerain, M. Lambert, F. Lumbroso, M. Seine, M. Silvestre, A. Tritto, J. Vielvoye, I. Vilain), 424 2. Côte d'Azur, 630 3. Bretagne, 712                                      |
| 2004  | 1. Sud-Francilien (F. Diringer, P. Diringer, M. Dumerain, J.P. Géreau, F. Lièvre, F. Lumbroso, M. Poitevin, A. Tritto, J. Vielvoye, I. Vilain), 399 2. Bretagne, 848 3. Pays de Loire, 883                                  |
| 2005  | 1. Sud-Francilien (F. Diringer, P. Diringer, M. Dumerain, F. Lièvre, F. Lumbroso, M. Pialat, M. Poitevin, A. Tritto, J. Vielvoye, I. Vilain), 291 2. Bretagne, 723 3. Paris-IDF Ouest, 836                                  |
| 2006  | 1. Bretagne (J.C. Boussard, Y. Chantraine, J. Cloarec, M. Copy, J. Denouel, G. Gamant, M.C. Gonnet, A. Goujon, E. Le Marchand, E. Pillais, C. Sorel, A. Steunou), 38199 2. Sud-Francilien, 37701 3. Lorraine, 37643         |
| 2007  | 1. Sud-Francilien (P. Diringer, S. Hazine, M. Lacroix, S. Lanotte, M. Louis, F. Lumbroso, C. Monier, P. Pernet, M. Pialat, M. Seine, C. Sevestre, D. Vittecoq), 51438 2. Paris-IDF Ouest, 51389 3. Provence, 51125          |
| 2008  | 1. Bretagne (J. Alliot, C. Bastier, M. Briand, J.C. Broussard, J. Denouel, M.C. Gonnet, P. Goujon, J. Le Goff, M. Le Théno, A. Monsimer, M. Prodhomme, M.J. Tanguy), 50534 2. Paris-IDF Ouest, 50442 3. Val de Loire, 50136 |
| 2009  | 1. Val-de-Loire 2. Provence 3. Sud-Francilien |
| 2010  | 1. Sud-Francilien 2. Pays-de-la-Loire 3. Dauphiné-Savoie |
| 2011  | 1. Sud-Francilien 2. ? 3. ? |
| 2012  | 1. Sud-Francilien 2. Languedoc-Roussillon 3. Lorraine |
| 2013  | 1. Sud-Francilien 2. Lyonnais 3. Dauphiné-Savoie |

### Classement par titres
1. Comité Sud-Francilien (8)
2. Comité Bretagne (2)
3. Comité Val-de-Loire (1)

## Challenges Interclubs VerDiam
En 2011 et 2012 ont été créés les Challenges Interclubs VerDiam, basés sur l'addition des scores des quatre meilleurs joueurs d'un même club, lors du Simultané national Vermeil-Diamant. Trois catégories ont été définies : Top (pas de restriction de séries), Excellence (joueurs de séries 4 à 7), Promotion (joueurs de séries 5 à 7). Ces challenges seront supprimés en 2013.
2011

Top : 1. Annecy, 2. Bourg-en-Bresse, 3. Quimper

Excellence : 1. Paris Saint-Exupéry, 2. Cournon-d'Auvergne, 3. Angoulême

Promotion : 1. Pau, 2. Toulon, 3. Tours

2012

Top : 1. 2. 3. 

Excellence : 1. 2. 3. 

Promotion : 1. 2. 3. 